# Stanislav Galić
Pour les articles homonymes, voir Galić.
Stanislav Galić (Станислав Галић), né le 12 mars 1943, est un général serbe qui commanda le corps d'armée dit « de Sarajevo-Romanija » de l'Armée de la république serbe de Bosnie (VRS) durant la guerre de Bosnie-Herzégovine. 

## Biographie
Galić est né dans la municipalité de Banja Luka (Bosnie-Herzégovine). Il commença sa carrière dans l'armée nationale yougoslave. Le 7 septembre 1992, il fut nommé à la tête du corps d'armée dit « de Sarajevo-Romanija » (Sarajevsko-romanijski korpus), l'unité de la VRS  qui assiégeait Sarajevo, capitale de la Bosnie-Herzégovine. Le 10 août 1994, il a été remplacé à ce poste par Dragomir Milošević.
En 1998, le Tribunal pénal international pour l'ex-Yougoslavie a inculpé Galić sur la base de la responsabilité individuelle, de meurtre, d'actes inhumains autres que meurtre, de crimes contre l'humanité, d'attaques illégales contre des civils et de violations des lois internationales de la guerre. Le 20 décembre 1999, Galić a été arrêté par la SFOR et le 5 décembre 2003, il a été condamné à 20 ans de prison,. 
Il fit appel de sa condamnation. En 2006, il fut toutefois condamné à la prison à vie,. 
Il purge sa peine en Allemagne.